# 자동 판매기

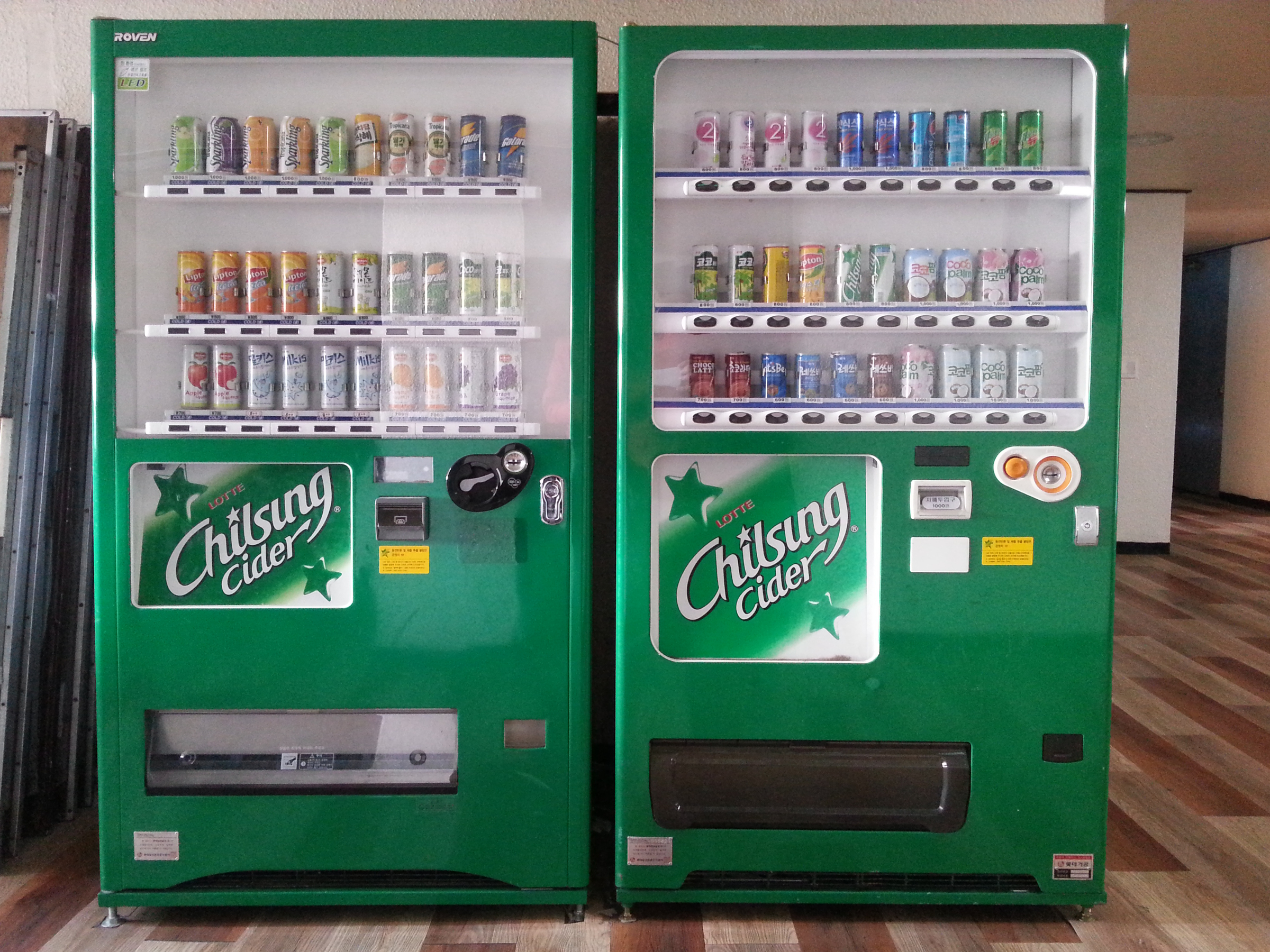
음료 자동 판매기

담배 자동 판매기

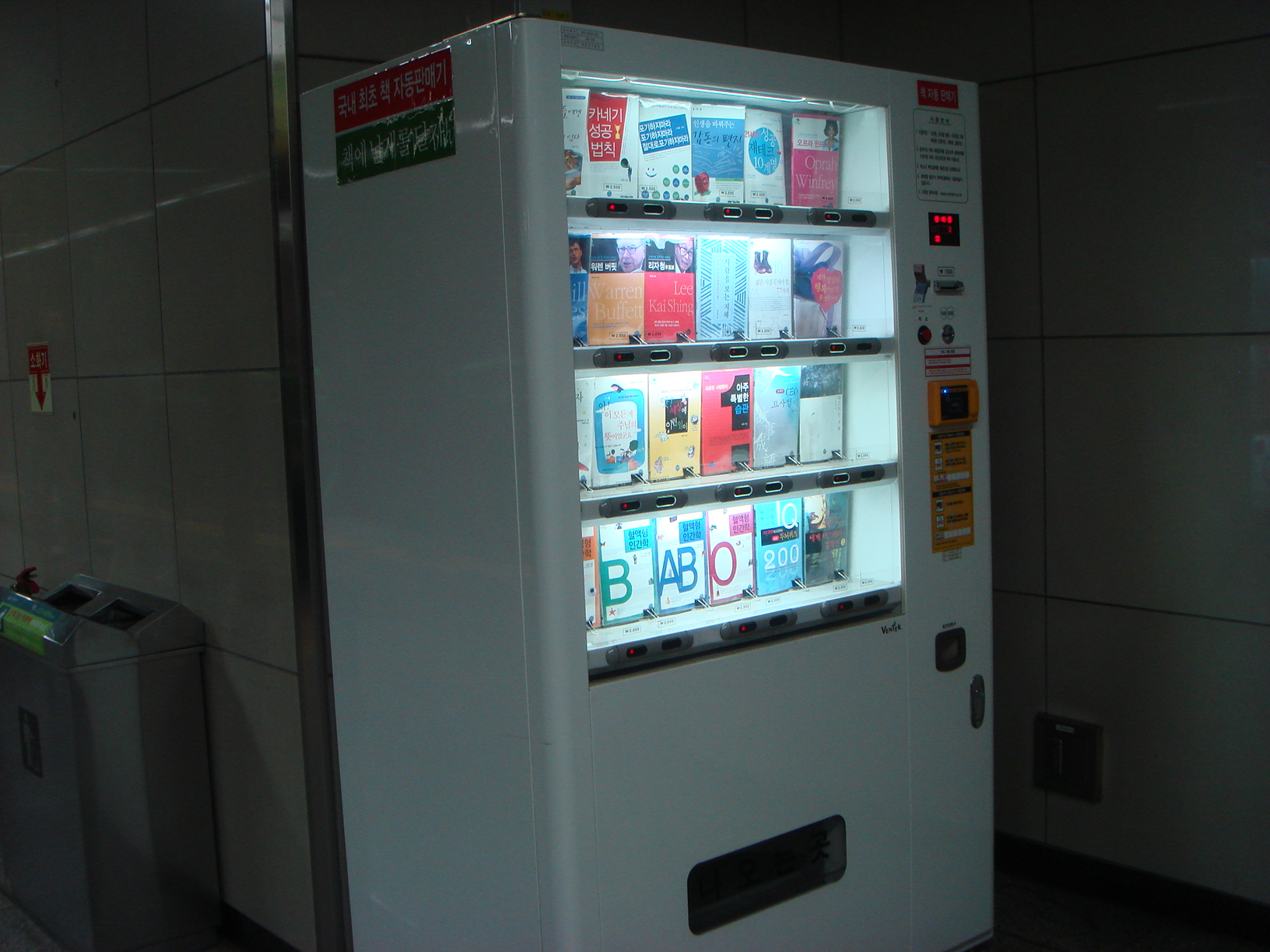
책 자동 판매기

자동 판매기(自動販賣機, 영어: vending machine)는 사람 없이도 상품을 자동적으로 판매하는 기계로 동전이나 지폐를 넣고 원하는 물품을 선택하면 사려는 물품이 나온다. 현금 대신 카드 결제가 가능한 자판기도 출시되고 있으며, 자동판매기를 줄여서 자판기(自販機)라고도 한다. 
많은 국가에서 볼 수 있으며, 일본자동판매기공업회의 조사에 따르면 일본 국내의 자동 판매기 대수가 2002년 말을 기준으로 552만대일 정도로 자동 판매기가 압도적으로 많으며 판매 상품도 다양하기 때문에 인기가 높다. 참고로, 동전 및 지폐교환기도 넓은 의미에서 자동판매기의 일종으로 볼 수 있다.

## 역사
최초의 자동 판매기로 알려져 있는 것은 기원전 215년 고대 이집트의 신전에 있던 성수 자판기이다.
동전을 넣으면 레버가 있는 접시에 떨어지며 밸브를 열면서 물이 흐르게 되어 있던 구조이다.
현대적인 동전 투입식 자동 판매기의 역사는 1880년대 영국과 일본에서 각각 등장한 엽서 자판기와 담배 자판기가 그 시초이다. 
대한민국은 1977년, 롯데산업이 일본 샤프로부터 커피 자판기를 도입한 것이 최초이다.

## 결제 방법
음료 같은 소액 상품을 판매하는 자동 판매기의 경우 대부분 동전이나 지폐를 같이 넣을 수 있지만, 구형 기기의 경우 동전만 투입할 수 있는 것도 있다. 
최근에는 신용카드나 체크카드 또는 교통카드로 물품의 결제가 가능한 자동 판매기, 또는 '모바일 자동 판매기'(Mobile Vendor)라고 하여 휴대전화에서 통화하는 것만으로도 상품을 살 수 있는 자판기도 있다.
술이나 담배를 판매하는 자동 판매기의 경우, 미성년자의 구매 제한을 위한 성인인증 보안 시스템이 작동되므로, 주민등록증 등 적절한 신분증을 요구하기도 한다.

## 판매 상품
흔히 자동 판매기에서 판매하는 상품 또는 서비스는 다음과 같다.
- 음료 (물, 탄산음료, 이온 음료, 커피, 우유, 맥주)
- 음식 (라면, 샐러드, 빵, 과자, 아이스크림, 과일)
- 담배
- 성 관련 제품(콘돔, 생리대)
- 책
- 마스크
- 복권

이처럼 자동 판매기에서 판매하는 상품들은 보존이 쉬운 것들이 대부분이다. 무인 편의점 역할을 자동 판매기가 어느 정도 대신한다고 볼 수 있다. 병원에 구비된 자판기도 미니 편의점 역할을 하는 사례가 있다. 
이 외에도 미성년자들의 이용이 완전히 금지되어 있는 복권, 담배, 맥주 등도 물론 자동판매기에 비치가 가능한 상품으로 분류된다.

## 문제점
- 자판기는 항상 24시간 작동하며, 그로 인한 전기 소모량이 많다.
- 공간을 많이 차지하기 때문에 좁은 길에 설치할 경우 보행자가 불편해할 수도 있다.
- 야외에 설치된 자동 판매기는 훼손, 절도범들의 표적이 될 가능성이 높고, 라면이나 커피 자판기의 경우, 위생상 문제가 발생할 수 있다.
- 미성년자들이 출입하는 지역에서 담배 및 주류 관련 자판기가 설치되어 있을 경우, 미성년자들이 담배 및 주류 자판기를 임의로 이용하게 되면서 말썽을 일으킬 있다.[3]

## 자동판매기 전문지
- 2020년 1월 7일, 인터넷 기반의 자동판매기 분야 전문 언론기관 자동판매기네트워크신문사가 등장했다.

## TV 프로그램
- 자판기 (텔레비전 프로그램): '자기 인생의 판도를 바꾸는 기도해답'이라는 뜻으로, 브라이언 박 목사님과 함께 기도, 신앙에 대한 질문을 직접 나누며 신앙에 대한 궁금증을 해결할 수 있는 CTS기독교TV의 프로그램이다.

## 같이 보기
- 아케이드 게임
- 현금 자동 입출금기
- 충전소
- 인터랙티브 키오스크
- 주크박스
- 파킹 미터
- 셀프서비스
- 슬롯 머신
- 공중전화 박스
- 표 자동판매기
- 소매 (상업)
- 세탁기